# Панжас
Панжа́с (фр. Panjas) — коммуна во Франции, находится в регионе Юг — Пиренеи. Департамент — Жер. Входит в состав кантона Казобон. Округ коммуны — Кондом.
Код INSEE коммуны — 32305.

## География
Коммуна расположена приблизительно в 590 км к югу от Парижа, в 130 км западнее Тулузы, в 60 км к западу от Оша.
На юге коммуны протекает река Миду.

## Климат
Климат умеренно-океанический. Лето жаркое и немного дождливое, температура часто превышает 35 °С. Зимой часто бывает отрицательная температура и ночные заморозки. Годовое количество осадков — 700—900 мм.

## Население
Население коммуны на 2010 год составляло 380 человек.
| 1962 | 1968 | 1975 | 1982 | 1990 | 1999 | 2010 |
| ---- | ---- | ---- | ---- | ---- | ---- | ---- |
| 627  | 559  | 518  | 437  | 447  | 398  | 380  |

## Администрация
| Период | Период | Фамилия         | Партия                  | Примечания |
| ------ | ------ | --------------- | ----------------------- | ---------- |
| 2001   | 2008   | Лилиан Лабади   |                         |            |
| 2008   | 2014   | Жоэль Лажюкс    | Социалистическая партия |            |
| 2014   | 2020   | Мари-Клод Морас |                         |            |

## Экономика
В 2010 году среди 240 человек трудоспособного возраста (15—64 лет) 180 были экономически активными, 60 — неактивными (показатель активности — 75,0 %, в 1999 году было 65,1 %). Из 180 активных жителей работали 161 человек (86 мужчин и 75 женщин), безработных было 19 (11 мужчин и 8 женщин). Среди 60 неактивных 11 человек были учениками или студентами, 29 — пенсионерами, 20 были неактивными по другим причинам.

## Достопримечательности
- Церковь Св. Лаврентия (XI век). Исторический памятник с 1995 года[4]